# La Marne (hebdomadaire)
Pour les articles homonymes, voir Marne.
 (novembre 2018).
Si vous disposez d'ouvrages ou d'articles de référence ou si vous connaissez des sites web de qualité traitant du thème abordé ici, merci de compléter l'article en donnant les références utiles à sa vérifiabilité et en les liant à la section « Notes et références ».
La Marne est un journal hebdomadaire français, paraissant le mercredi, couvrant le nord de la Seine-et-Marne. Il a été créé en 1944 par Marc Rousseaux avec l'accord du comité de libération de Meaux dont il faisait partie avec, parmi d'autres, son ami Paul Barennes, maire de Meaux élu en mai 1945. Le siège social du journal est à Meaux en Seine-et-Marne.

## Couverture
Il couvre le nord de ce département, soit les cantons de Meaux, Coulommiers, La Ferté-sous-Jouarre, Crécy-la-Chapelle, Lizy-sur-Ourcq, Dammartin-en-Goële, Thorigny-sur-Marne, Claye-Souilly, Mitry-Mory, Chelles, Vaires-sur-Marne, Lognes, Torcy, Champs-sur-Marne. Il regroupe deux éditions : Meaux et Marne-la-Vallée.
Son audience est d'environ 51 000 lecteurs par semaine, avec un tirage d'environ 15 000 exemplaires hebdomadaires.[réf. nécessaire]

## Histoire
Il a depuis sa création été dirigé par la famille Rousseaux, avant d’être racheté en octobre 2007 par le groupe Publihebdos. Son directeur de publication est Laurent Gouhier, son éditeur est Thomas Martin et la rédactrice en chef est Audrey Gruaz. Il est mis en page à Neufchâtel-en-Bray et imprimé à Cherbourg, dans la Manche. Comme pour la plupart des journaux de la presse hebdomadaire régionale (PHR), il s'appuie pour les informations locales sur un réseau de correspondants locaux de presse (CLP) et dont l'activité est régie par la loi n° 87-39 du 27 janvier 1987, complétée par celle du 27 janvier 1993, qui les assimile à des travailleurs indépendants. Ils travaillent alors sous la responsabilité d'un journaliste, qui a lui-même la responsabilité d'assurer la couverture d'un ou plusieurs secteurs (cantons) pour le compte du journal.